# Городецкий, Михаил Леонидович
Михаи́л Леони́дович Городе́цкий (24 июля 1966 года — 13 января 2019 года) — российский физик, профессор МГУ, доктор физико-математических наук. Создатель и администратор интернет-сайта «Хронология и хронография».

## Биография
Родился 24 июля 1966 года в Москве.
В 1989 году окончил физический факультет МГУ.
В 1993 году защитил кандидатскую, а в 2001 — докторскую диссертацию по теме: «Высокодобротные резонаторы в экспериментальной физике». Сфера научных интересов — оптические микрорезонаторы, квантовая теория измерений, фундаментальные механизмы диссипации, нелинейные оптические эффекты, а также смежные темы. Автор около 200 научных публикаций), большинство из которых — в ведущих физических журналах (Science, Nature Photonics, Physical Review Letters и др.). Входит в число наиболее цитируемых российских учёных. Научные труды с его авторством были процитированы более 18 000 раз. Автор монографии «Оптические микрорезонаторы с гигантской добротностью».
Работал на кафедре физики колебаний МГУ и в Российском квантовом центре. Лауреат премии Breakthrough Prize по фундаментальной физике «For the observation of gravitational waves, opening new horizons in astronomy and physics.» (2016 г) и Scopus Award Russia 2016 «За вклад в развитие науки в области физики на национальном и международном уровне».
Скончался 13 января 2019 года.

## «Новая хронология»
В начале 1990-х годов Городецкий заинтересовался «новой хронологией» академика Анатолия Фоменко, однако скоро понял, что эта теория основана на ошибках и подтасовках. После этого Городецкий стал её активным критиком, в частности, в дискуссиях в интернете (сетевой псевдоним Городецкого — gorm). Одновременно он занимался изучением истории научной хронологии и истории астрономических наблюдений, интерес к этой тематике явился следствием первоначального увлечения теорией Фоменко. В результате Михаил Городецкий стал специалистом в этих областях. В частности, он опубликовал научные статьи в книгах из серии «Антифоменко».
В 2001 году он создал интернет-сайт с первоначальным названием «Фоменкология», посвящённый критическому разбору теории Фоменко и публикациям как критических работ, так и первоисточников по научной хронологии. В апреле того же года при сайте начал действовать форум. Развитие сайта довольно быстро привело к тому, что он «перерос» фоменковскую тематику и превратился в источник информации по хронологии и хронографии, поэтому в январе 2004 года название сайта было изменено на «Хронология и хронография», под которым он и действует.

## Междисциплинарная деятельность
В декабре 2006 года в Москве состоялась научная конференция «Календарно-хронологическая культура и проблемы её изучения», организованная Российским гуманитарным университетом и Институтом всеобщей истории РАН. М. Л. Городецкий был членом оргкомитета конференции, а также выступил на ней с докладом «Первые астрономические таблицы в средневековой Руси». Заместитель председателя междисциплинарной Комиссии по естественнонаучной книжности в культуре Руси Научного совета РАН «История мировой культуры», возглавляемой профессором Р. А. Симоновым.
В 2006 году под редакцией М. Л. Городецкого издан перевод книги Гюнтера Вагнера «Научные методы датирования в геологии, археологии и истории», а в 2007 году, также под его редакцией и с его комментариями — переиздание книги Д. О. Святского «Астрономия Древней Руси».

## Работа в Википедии
Городецкий был активным участником Русской Википедии; так, он стал соавтором статьи об уравнениях Максвелла.